# Maserati V8RI
La Maserati V8RI è una autovettura monoposto da competizione costruita dalla casa automobilistica italiana Maserati dal 1935 al 1936 in quattro esemplari. Fu lanciata per avversare l'egemonia delle case automobilistiche tedesche nelle competizioni, ed infatti aveva alcune innovazioni tecniche.

## Descrizione e storia

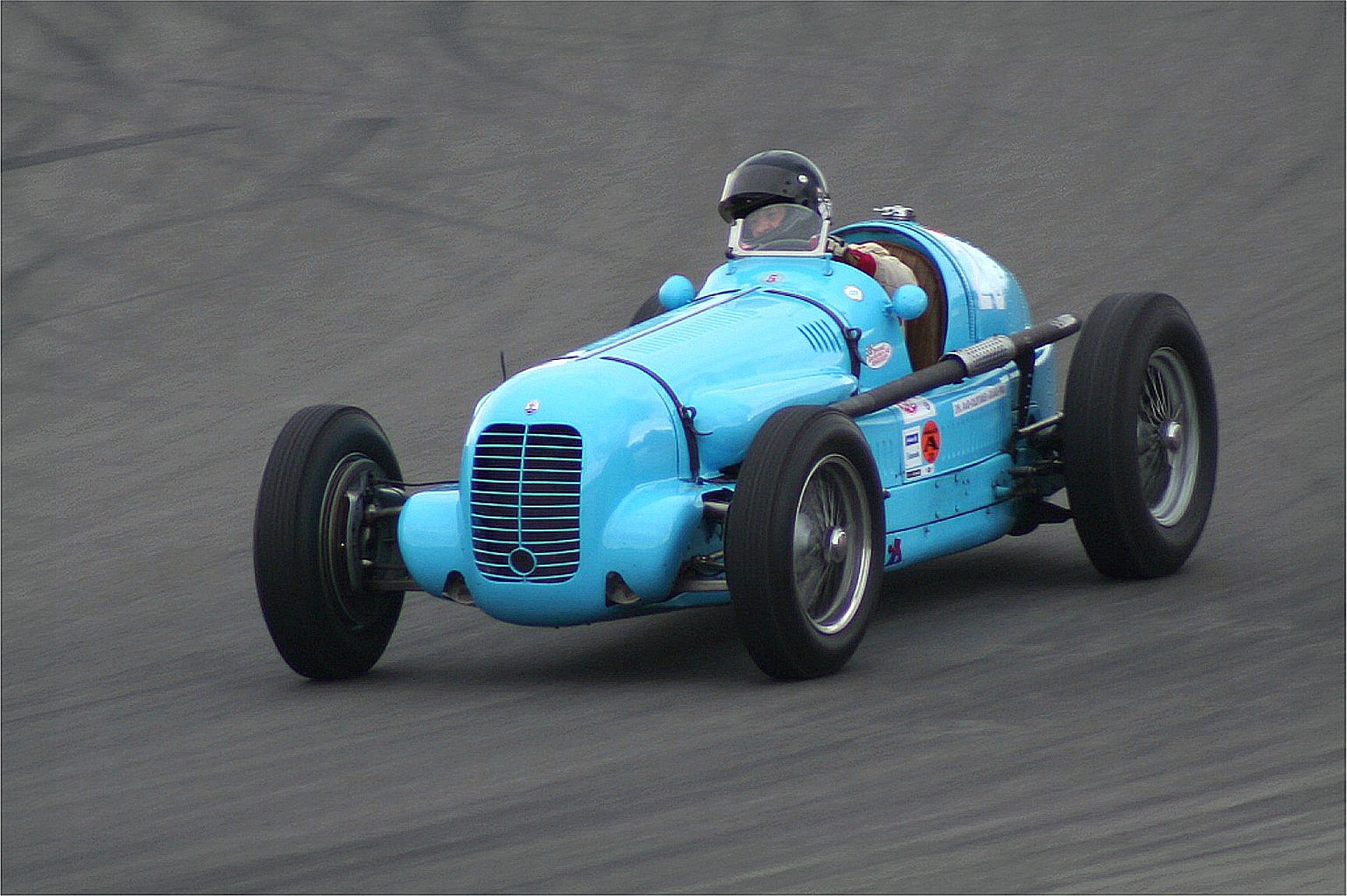

Fu progettata da Ernesto Maserati, ed aveva un motore in posizione anteriore inconsueto. Il propulsore era un V8 a 90°, ed aveva una cilindrata di 4788,1 cm³. Era quindi diverso dai motori Maserati montati sulle altre vetture. Montava un compressore tipo Roots, due carburatori a doppio corpo Weber ed un doppio albero a camme, uno per bancata. Il rapporto di compressione era di 5:1. L'accensione era singola con magnete Scintilla o Bosch. La potenza erogata dal propulsore era di 320 CV a 5300 giri al minuto.

Il telaio era costituito principalmente da lega leggera, ed era formato da due longheroni e da traverse. Per equilibrare meglio la distribuzione dei pesi il cambio fu montato insieme al differenziale. La carrozzeria aveva una linea curata che permetteva una buona efficienza aerodinamica, ed era fabbricata in alluminio. I freni erano a tamburo sulle ruote con comando idraulico.

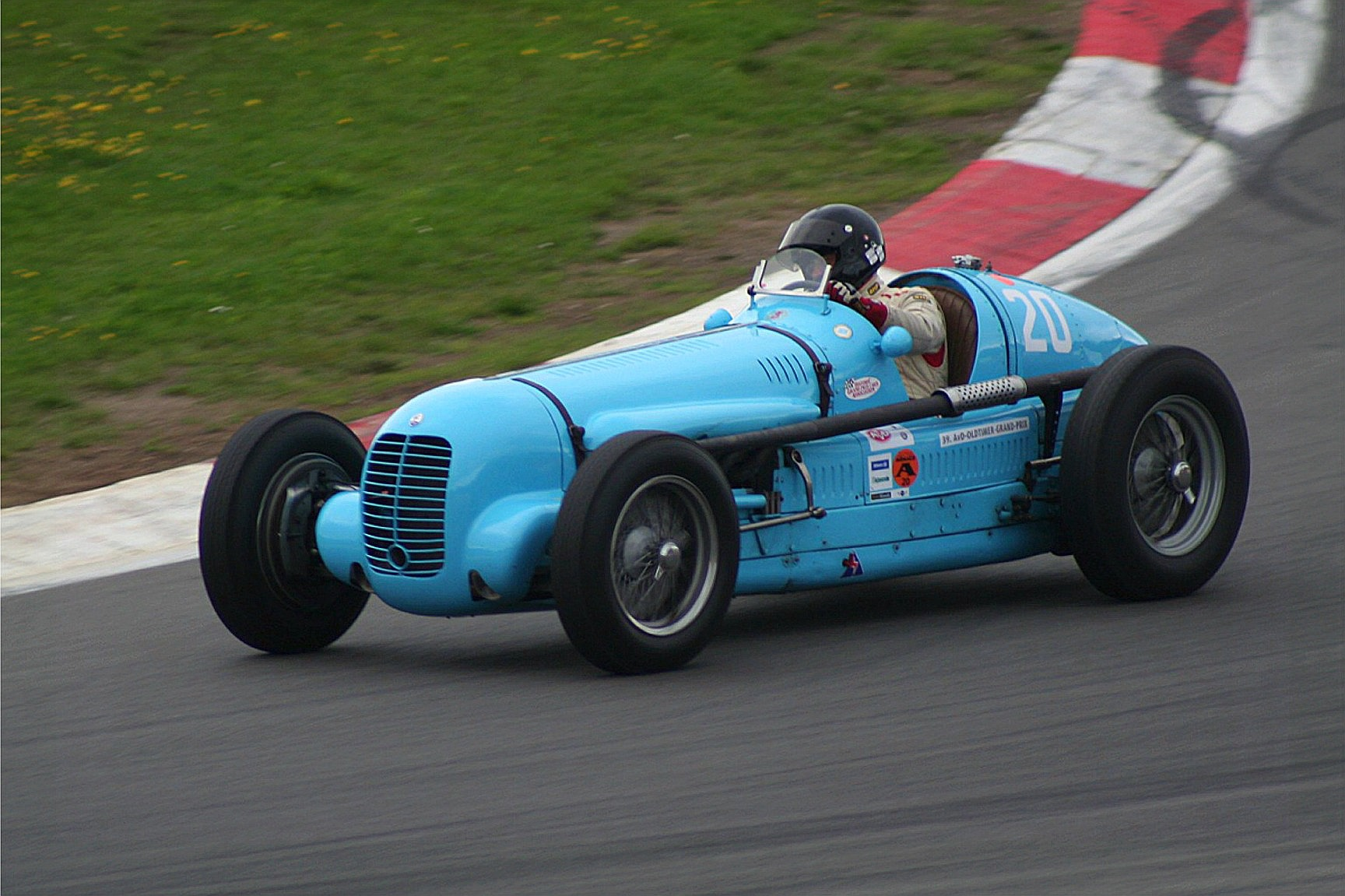
Vista del motore

La velocità massima era compresa tra 270 ed i 280 km/h.
La sospensione anteriore era a ruote indipendenti, con barre di torsione e ammortizzatori a frizione. Quelle posteriori erano anch'esse a ruote indipendenti e con ammortizzatori a frizione, ma con balestre.
Lo sterzo era a vite senza fine e settore dentato e il cambio era a 4 velocità.
L'esemplare con numero di telaio 4501 debuttò al Gran Premio di la Marna del 1935, guidata da Philippe Étancelin. Le sospensioni posteriori diedero origine a problemi di stabilità al modello, ed infatti la V8RI vinse solo al Gran Premio di Pau nel 1936.
Il nome "V8RI" significava "otto cilindri disposti a V" e sospensioni a quattro "ruote indipendenti". Quest'ultimo sistema era innovativo per l'epoca.